# 1996-os salakmotor-világbajnokság
1996-os salakmotor-világbajnokság a Speedway Grand Prix éra 2., összességében pedig a széria 51. szezonja volt. Az idény május 18-án kezdődött Lengyelországban a Stadion Olimpijski helyszínén és Dániában végződött a Speedway Centerben szeptember 21-én.
Billy Hamill szerezte meg a bajnoki címet, a címvédő Hans Nielsennel és Greg Hancockkal szemben.

## Versenyzők
A szezon során összesen 17 állandó versenyző vett részt a versenyeken. A résztvevők a következőképpen tevődtek össze:
- Az 1995-ös szezon első nyolc helyezettje automatikusan helyet kapott a mezőnyben.[3]
- Az idény előtt megrendezett Grand Prix Challenge nyolc leggyorsabb versenyzője, valamint a nemzetközi Junior-bajnokság győztese kvalifikálhatott a mezőnybe.[4][5]
- A mezőnyt továbbá szabadkártyás résztvevők egészítették ki.

| #                        | Motorversenyző     | Továbbjutás        | Fordulók           |
| Állandó résztvevők       | Állandó résztvevők | Állandó résztvevők | Állandó résztvevők |
| ------------------------ | ------------------ | ------------------ | ------------------ |
| 1                        | Hans Nielsen       | automatikus        | összes             |
| 2                        | Tony Rickardsson   | automatikus        | összes             |
| 3                        | Sam Ermolenko      | automatikus        | összes             |
| 4                        | Greg Hancock       | automatikus        | összes             |
| 5                        | Billy Hamill       | automatikus        | összes             |
| 6                        | Mark Loram         | automatikus        | összes             |
| 7                        | Chris Louis        | automatikus        | összes             |
| 8                        | Henrik Gustafsson  | automatikus        | összes             |
| 9                        | Leigh Adams        | kvalifikáció       | 1, 3–6             |
| 10                       | Marvyn Cox         | kvalifikáció       | 1–4, 6             |
| 11                       | Tommy Knudsen      | kvalifikáció       | 1–2, 5–6           |
| 12                       | Peter Karlsson     | kvalifikáció       | összes             |
| 13                       | Joe Screen         | kvalifikáció       | összes             |
| 14                       | Gary Havelock      | kvalifikáció       | 1–2                |
| 15                       | Jason Crump        | kvalifikáció       | 1, 3–6             |
| 17                       | Craig Boyce        | kvalifikáció       | 2–6                |
| 18                       | Andy Smith         | kvalifikáció       | 2–5                |
| Szabadkártyás résztvevők |                    |                    |                    |
| 16                       | Tomasz Gollob      |                    | 1, 4–5             |
| 16                       | Stefano Alfonso    |                    | 2                  |
| 16                       | Gerd Riss          |                    | 3                  |
| 16                       | Piotr Protasiewicz |                    | 6                  |

Megjegyzések:
- Csak azok a résztvevők szerepelnek a listán, akik legalább egy versenyen részt vettek a szezon során.

## Versenynaptár és eredmények
| Forduló | Dátum          | Helyszín             | Győztes       | Második           | Harmadik          | Negyedik         | Listavezető   | Előny |
| ------- | -------------- | -------------------- | ------------- | ----------------- | ----------------- | ---------------- | ------------- | ----- |
| 1       | május 18.      | Stadion Olimpijski   | Tommy Knudsen | Tony Rickardsson  | Hans Nielsen      | Billy Hamill     | Tommy Knudsen | 5     |
| 2       | június 14.     | Santa Marina Stadion | Hans Nielsen  | Billy Hamill      | Tony Rickardsson  | Tommy Knudsen    | Hans Nielsen  | 2     |
| 3       | július 6.      | Rottalstadion        | Hans Nielsen  | Peter Karlsson    | Henrik Gustafsson | Tony Rickardsson | Hans Nielsen  | 14    |
| 4       | augusztus 10.  | Motorstadion         | Billy Hamill  | Henrik Gustafsson | Tomasz Gollob     | Greg Hancock     | Hans Nielsen  | 7     |
| 5       | augusztus 31.  | London Stadion       | Jason Crump   | Hans Nielsen      | Billy Hamill      | Greg Hancock     | Hans Nielsen  | 11    |
| 6       | szeptember 21. | Speedway Center      | Billy Hamill  | Mark Loram        | Greg Hancock      | Sam Ermolenko    | Billy Hamill  | 2     |

## Végeredmény
Pontrendszer
| Helyezés | 1. | 2. | 3. | 4. | 5. | 6. | 7. | 8. | 9. | 10. | 11. | 12. | 13. | 14. | 15. | 16. | 17. | 18. |
| -------- | -- | -- | -- | -- | -- | -- | -- | -- | -- | --- | --- | --- | --- | --- | --- | --- | --- | --- |
| Pont     | 25 | 20 | 18 | 16 | 14 | 13 | 12 | 11 | 9  | 8   | 7   | 6   | 4   | 3   | 2   | 1   | 0   | 0   |

| Pozíció | Versenyző          | POL | ITA | GER | SWE | GBR | DEN | Pont |
| ------- | ------------------ | --- | --- | --- | --- | --- | --- | ---- |
|         | Billy Hamill       | 16  | 20  | 9   | 25  | 18  | 25  | 113  |
|         | Hans Nielsen       | 18  | 25  | 25  | 9   | 20  | 14  | 111  |
|         | Greg Hancock       | 12  | 13  | 13  | 16  | 16  | 18  | 88   |
| 4.      | Tony Rickardsson   | 20  | 18  | 16  | 14  | 7   | 11  | 86   |
| 5.      | Henrik Gustafsson  | 14  | 4   | 18  | 20  | 11  | 13  | 80   |
| 6.      | Peter Karlsson     | 7   | 3   | 20  | 7   | 13  | 12  | 62   |
| 7.      | Mark Loram         | 6   | 2   | 6   | 12  | 12  | 20  | 58   |
| 8.      | Chris Louis        | 8   | 9   | 14  | 8   | 6   | 9   | 54   |
| 9.      | Sam Ermolenko      | 9   | 1   | 4   | 13  | 9   | 16  | 52   |
| 10.     | Jason Crump        | 1   | –   | 7   | 6   | 25  | 6   | 45   |
| 11.     | Tommy Knudsen      | 25  | 16  | –   | –   | 1   | 2   | 44   |
| 12.     | Tomasz Gollob      | 11  | –   | –   | 18  | 14  | –   | 43   |
| 13.     | Joe Screen         | 3   | 7   | 11  | 2   | 8   | 7   | 38   |
| 14.     | Craig Boyce        | –   | 12  | 2   | 4   | 4   | 8   | 30   |
| 15.     | Leigh Adams        | 2   | –   | 8   | 11  | 3   | 4   | 28   |
| 16.     | Gary Havelock      | 13  | 14  | –   | –   | –   | –   | 27   |
| 17.     | Andy Smith         | –   | 11  | 3   | 3   | 2   | –   | 19   |
| 18.     | Marvyn Cox         | 4   | 8   | 1   | 1   | –   | 1   | 15   |
| 19.     | Gerd Riss          | –   | –   | 12  | –   | –   | –   | 12   |
| 20.     | Stefano Alfonso    | –   | 6   | –   | –   | –   | –   | 6    |
| 21.     | Piotr Protasiewicz | –   | –   | –   | –   | –   | 3   | 3    |
| Pozíció | Versenyző          | POL | ITA | GER | SWE | GBR | DEN | Pont |

| Szín      | Eredmény                 |
| --------- | ------------------------ |
| Arany     | Győztes                  |
| Ezüst     | 2. helyezett             |
| Bronz     | 3. helyezett             |
| Sötétzöld | 4. helyezett             |
| Zöld      | A középdöntőben kiesett  |
| Fehér     | A selejtezőben kiesett   |
| Piros     | Nem vett részt a futamon |